# 월트 디즈니 스튜디오 파크
월트 디즈니 스튜디오 파크(Walt Disney Studios Park)는 프랑스 파리의 근교 도시 마른느라발레에 있는 디즈니랜드 파리 (통칭) 등과 함께 디즈니랜드 리조트 파리를 형성하는 디즈니 파크이다.

## 같이 보기
- 디즈니랜드 파크 (파리)
- 디즈니 할리우드 스튜디오